# 本巴長頜魚
本巴長頜魚，為輻鰭魚綱骨舌魚目象鼻魚科的其中一種。分布於非洲剛果河北部支流流域，體長可達22.5公分。